# Mario & Luigi: Superstar Saga
Mario & Luigi: Superstar Saga er et rollespil udviklet af AlphaDream og udgivet af Nintendo til Game Boy Advance. Spillet blev udgivet internationalt i november 2003 og er det første spil i Mario & Luigi-serien. Det blev senere udgivet til Wii Us Virtual Console på Nintendo eShop i 2014, og genudgivet i forbedret udgave til Nintendo 3DS tituleret som Mario & Luigi: Superstar Saga + Bowser's Minions i 2017.